# Steinberg (pianomerk)

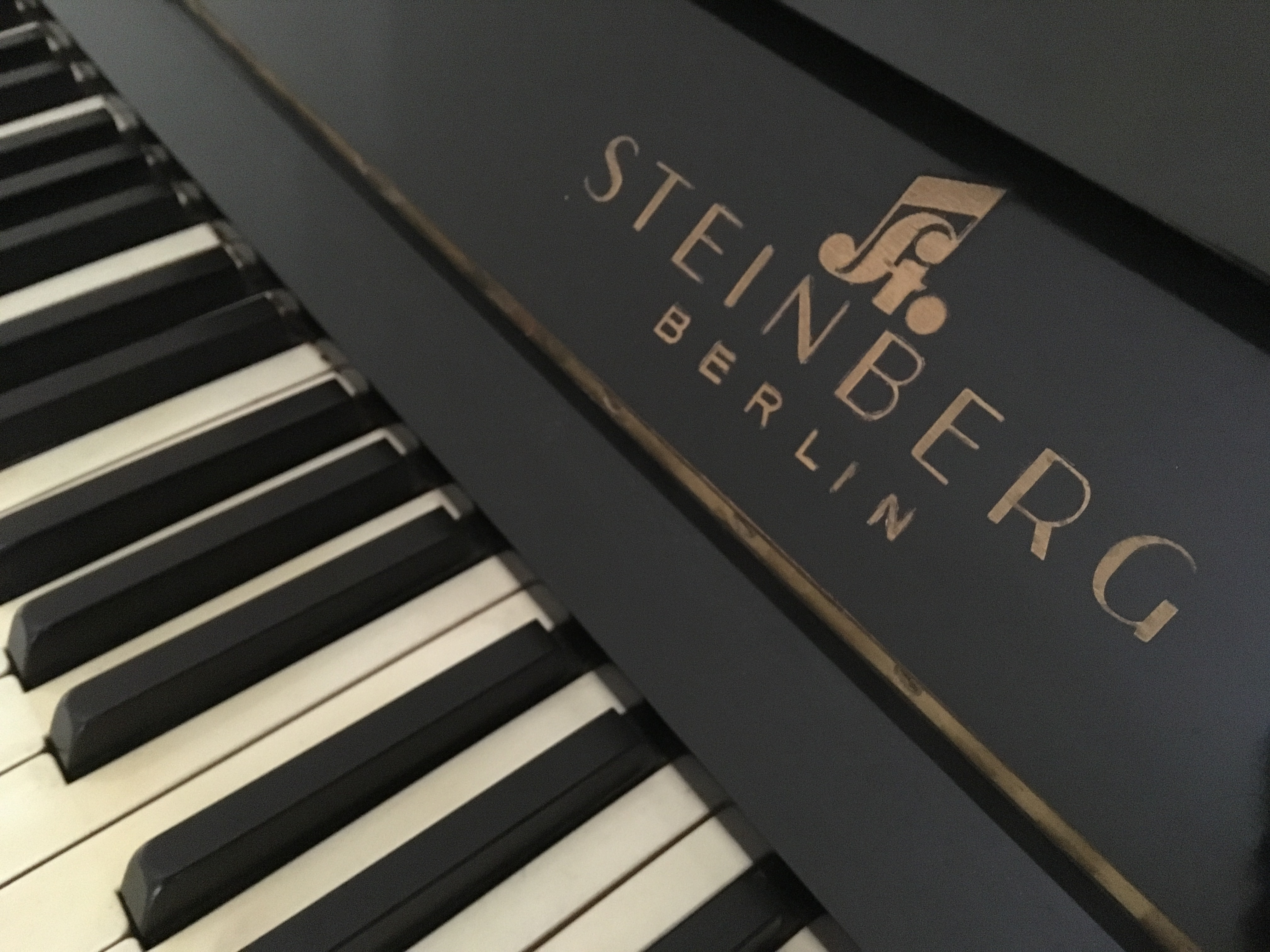

Steinberg is een pianomerk, dat door diverse handelaren en bouwers werd en wordt gevoerd.

## Verwarring
Over het merk bestaat veel verwarring. Het merk, de naam Steinberg is niet afgeleid van een bestaand persoon, maar vermoedelijk gekozen vanwege de gelijkenis met het vermaarde en sinds vele jaren al goed in de markt liggende merk Steinway & Sons.
Er zijn drie hoofdmerken:
- Steinberg
- Gerh. Steinberg
- Wilh. Steinberg

## Steinberg (ook: Berg-Pianos)
Het pianofabriekje van Steinberg werd in Berlijn aan de Ost Gubener Straße 42c gesticht op 16 april 1908, met een kapitaal van 20.000 Goudmarken. De directeur was pianotechnicus Ignatz Loewy, mede-eigenaar was Georg Schlesinger. Op 3 oktober 1908 liet hij het merk Steinberg registreren, en op 13 december 1908 het merk Berg-Pianos.
In juni 1911 verhuisden het bedrijf en fabriek naar de Frankfurter Allee 117. Hun reputatie was goed, en er werden veel piano's en vleugels verkocht.
Vanaf 1919 heeft het bedrijf vestigingen aan de Frankfurter Allee 12 en aan de Cadiner Straße 20, en doet mee aan de voorjaarstentoonstelling in Leipzig. Het bedrijf vervaardigt dan nog zijn eigen mechaniek.
In november 1929 koopt het bedrijf de pianofabriek van Reinhold Schröther en die van Fritz Kuhla AG op. Vanaf 1932 worden ook concertvleugels gebouwd, waarvan er ook een wordt aangekocht door de Berliner Philharmoniker.
Eind 1936 moeten Ignatz Loewy en Georg Schlesinger naar Engeland vluchten wegens het opkomend nationaalsocialisme. Karl Nickel wordt curator van het inmiddels financieel niet zo gezond meer zijnde bedrijf. Op 8 januari 1937 is er een bijeenkomst van schuldeisers en op 12 februari 1937 wordt het bedrijf failliet verklaard.
Er komt echter een doorstart: in oktober 1937 wordt Paul Bogs nieuwe eigenaar. In augustus 1938 wordt Gertrud Mohlis curator, en in februari 1940 wordt Bernhard May nieuwe eigenaar. Hij verandert de naam van het bedrijf in zijn eigen naam, en de invloed van Gertrud Möhlis vervalt.
De verkoopbrochures laten het volgende zien:
- juli 1909: gepubliceerd in het Duits, Engels en Frans: 12 typen piano's
- september 1913: gepubliceerd in het Duits, Engels, Frans, Italiaans, Spaans: 2 typen vleugels, 17 typen piano's
- mei 1921: 34 pagina brochure in 7 talen (nu ook Portugees en Zweeds), 2 typen babyvleugels van 133 en 157 cm lengte, 12 typen piano's, 1 reproductiepiano
- september 1928: 16 pagina's, diverse vleugels en piano's
- oktober 1935: brochure voor de kleine piano "Favorita"

Het boek van Jens-Uwe Witter geeft 1908 ook aan als jaar waarin "Steinberg & Co." opgericht is. Hij geeft drie pianoserienummers met respectievelijke bouwjaren: serienummer 19104 uit 1920; serienummer 21933 uit 1925; serienummer 24055 uit 20 maart 1930. In de tweede editie geeft Wittere ook aan dat er bedrijven in Tottenham (Londen) en Berlijn bestaan, zodat het lijkt of het bedrijf in Engeland is begonnen en hetzelfde jaar naar Duitsland verhuisde. Zonder verdere uitleg wijst hij op namen als "Bentley, Rogers & Sons" en "Steinberg & Gehr, Rogers & Son, Bentley".
Hij noemt in de periode 1922–1923 Berlijn, Grimmaische Straße 26 als bedrijfslocatie, en noemt een filiaal in Leipzig dat in 1923 zou hebben bestaan.

## Gerh. Steinberg (ook: Gerhard Steinberg)
Dit is een merk dat door pianohandel Gerh. Steinberg Piano's en Vleugels uit Blaricum sinds 1905 wordt gevoerd. De firma Perzina heeft in de jaren 90 de fabricageafdeling overgekocht, maar bouwt nog steeds onder de naam "Gerh. Steinberg". Tegenwoordig is Music Brokers International BV eigenaar van het merk. De winkel Gerh. Steinberg bestaat overigens nog steeds, en staat tegenwoordig onder leiding van Cees. J.H. Rinkel, die naast het 'eigen' merk ook andere pianomerken verkoopt.

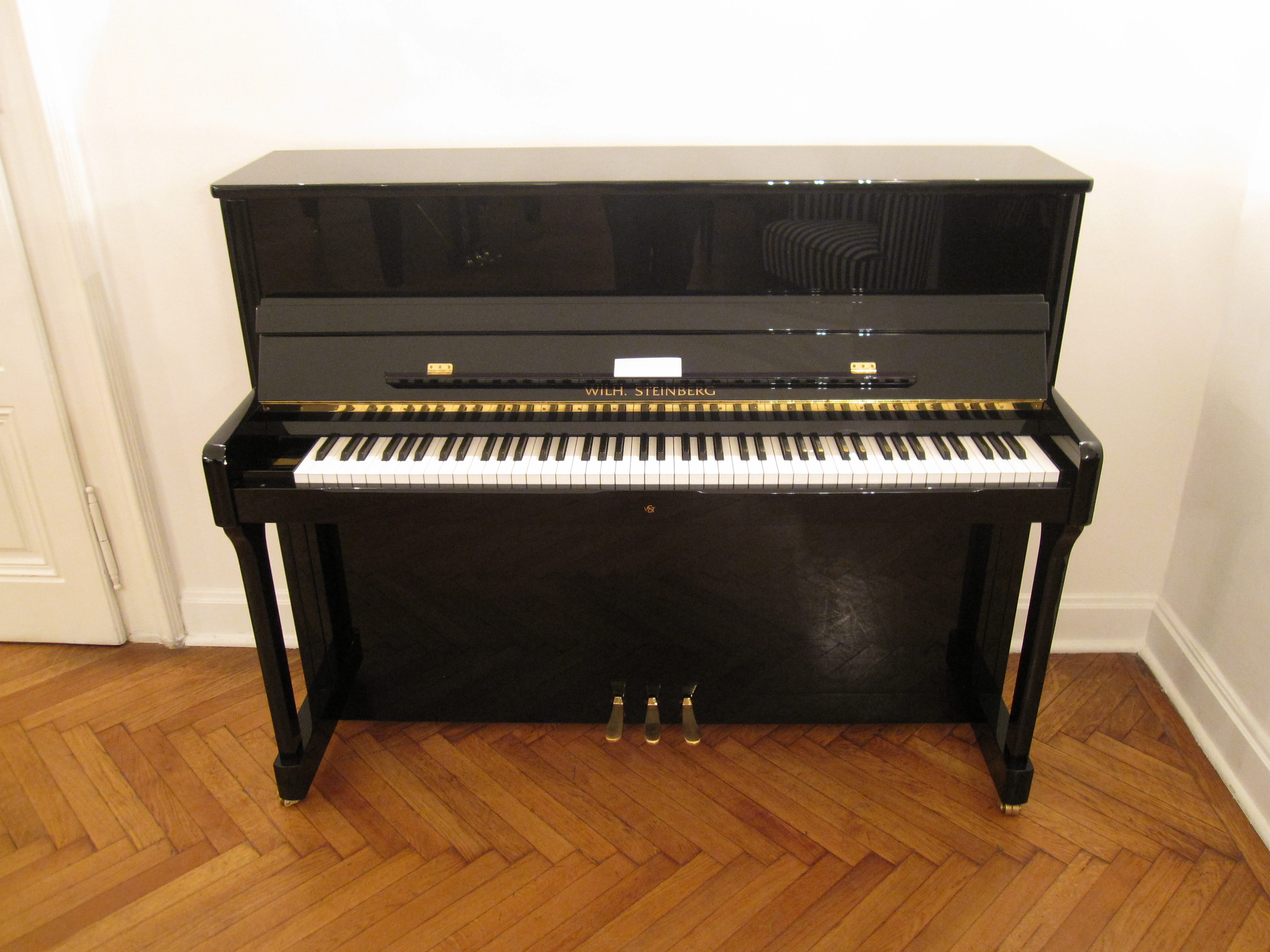
Een "Wilh. Steinberg" piano

## Wilh. Steinberg (ook: Wilhelm Steinberg)
In 1877 richtte de Eisenberger familie Geyer het merk Wilh. Steinberg op. In de streek rond Thüringen waren vele bedrijven die onderdelen voor piano's bouwden, en Geyer borduurde op die traditie voort door handgebouwde instrumenten te vervaardigen onder de merknaam "Wilh. Steinberg".
Het bedrijf overleefde twee wereldoorlogen en de DDR-tijd zonder onteigeningen, en bouwt nog steeds circa 1000 piano's en vleugels per jaar vanuit de fabriek in Eisenberg. Anno 2011 worden nog drie typen piano's en vleugels gebouwd:
- De hogere-segmentserie "IQ", met Renner-mechaniek, een klavier van Kluge en een zangbodem van Strunz
- De midden-segmentserie "AC" (Advanced Crafmanship)
- De budget-segmentserie "P" (Premium), waarin veel onderdelen uit Azië zijn verwerkt.[6]